# Московец, Семён Никитич
Семён Никитич Московец (укр. Семён Микитович Московець; 1900, Екатеринославская губерния — 1971, Киев) — советский учёный-фитопатолог.

## Биография
Родился 16 января 1900 года[по какому календарю?] в крестьянской семье в селе Санжаровка Бахмутского уезда Екатеринославской губернии (ныне — Артёмовский район Донецкой области). В 1929 году окончил Киевский институт народного образования им. М. П. Драгоманова.
В 1932-34 годах преподавал в Киевской высшей коммунистической сельскохозяйственной школе; в 1934-52 годах — заведующий сектором защиты растений и отдела фитопатологии Института хлопководства Министерства сельского хозяйства Азербайджанской ССР.
В 1952-60 годах — заместитель директора и заведующий отделом защиты растений Института орошаемого земледелия (Херсон).
С 1960 года — заместитель директора и заведующий отделом вирусологии, с 1962 — директор Института микробиологии и вирусологии Академии наук УССР.
Член-корреспондент Академии наук СССР (1967), председатель Украинского микробиологического общества (1963).
Умер в Киеве 24 сентября 1971 года.
Направление работ: исследование вирусных болезней сельскохозяйственных растений.
Обнаружил возбудителей ряда заболеваний хлопчатника; работы по изучению вирусных болезней бобовых культур и картофеля, выявление путей их распространения в природе, разработка методов борьбы с ними; исследовал структурные и ультраструктурные особенности вирусов растений, их биологические антигенные свойства, взаимодействие вирусов и клеток.

## Научные труды
- «О микрофлоре Юга Украины» (1933);
- «Болезни хлопчатника» (1936, в соавторстве);
- Вирусное заболевание хлопчатника в СССР и борьба с ним / С. Н. Московец, канд. биол. наук. — Ташкент: Сельхозгиз УзССР, 1940. — 36 с.: ил. и диагр.
- Вирусное заболевание хлопчатника в АзССР / С. Н. Московец, канд. биол. наук; Азерб. н.-и. хлопк. ин-т «АзНИХИ». — Баку: Азернешр, 1940. — 24 с.: ил. и диагр.
- Гоммоз хлопчатника в АзССР и меры борьбы с ним / С. Н. Московец, канд. биол. наук; Азерб. н.-и. хлопк. ин-т «АзНИХИ». — Баку: Азернешр, 1940. — 72 с. : ил., диагр.
- Скручивание листьев хлопчатника (Вирусное заболевание) / проф. С. Н. Московец. — Москва; Ленинград: Сельхозгиз, 1951. — 104 с. : ил.
- «Вирусы и вирусные болезни бобовых культур в Украине» (1971, в соавторстве);
- Вирусные болезни сельскохозяйственных растений и меры борьбы с ними: Труды V Всесоюз. совещания по вирусным болезням растений / АН УССР; [Отв. ред. д-р с.-х. наук проф. С. Н. Московец]. — Киев: Наукова думка, 1966. — 484 с.: ил.
- Вирусы и вирусные болезни растений: [Материалы совещ.] / [Ред. коллегия: С. Н. Московец и А. Д. Бобырь (отв. редакторы) и др.]; АН УССР. Ин-т микробиологии и вирусологии им. Д. К. Заболотного. Всесоюз. акад. с.-х. наук им. В. И. Ленина. — Киев: Наук. думка, 1974. — 300 с.: черт.
- «Вирусные болезни сельскохозяйственных культур» (1975, в соавторстве).